# Шулхан арух
Шулхан Арух (на иврит: שֻׁלְחָן עָרוּךְ), в буквален превод от иврит „Застлана маса“ е кодекс от правни и религиозно-етични норми, които регулират обществените отношения в еврейските общности и между евреи и иноверци.
Кодексът Шулхан Арух е дело на Йосеф бен Ефраим Каро (1488 - 1577), който му дава това име, понеже в него подобно на застланата маса се намират всички готови и необходими ястия, годни както за начинаещи ученици, така и за мъдреци. Кодексът от обобщени стандартни и единни в своята същност норми от Халахата, е съобразен с религиозната догматика на юдаизма, пригоден е за практическа и учебна дейност – за изучаване в еврейските училища (йешива) и за съблюдаване от правоверните юдеи.
Шулхан Арух предписва синтезирано правните и морални норми от които трябва да се водят евреите в ежедневния си живот у дома, в обществото, на работното си място, по време на молитва и религиозни ритуали, сватби и погребения, на празници и т.н., т.е. сборникът от норми има характера на практическо ръководство, обхващащо почти всички проявления на светска и религиозна деятелност сред евреите.
| Времеви показател на Шулхан арух в историята на юдаизма |
| ------------------------------------------------------- |
| пари танаи амораи савораи гаони ришоним ахароним        |